# Imbrius simulator
Imbrius simulator är en skalbaggsart som beskrevs av Holzschuh 2005. Imbrius simulator ingår i släktet Imbrius och familjen långhorningar. Inga underarter finns listade i Catalogue of Life.